# Maná (album)
Maná è l'album di debutto del gruppo musicale omonimo, pubblicato nel 1987. Terzo se si considerano i due precedenti album pubblicati come Sombrero Verde.

## Tracce
Tutti i brani Sono scritti di Fernando Olvera, eccetto dove indicato

1. Robot 3.20
2. Mentirosa (Alex González) 03.50
3. Bailando 03.40
4. México 2.56
5. Entré Por La Ventana (Alex González) 3.25
6. Cayó Mi Nave 4.19
7. Mueve Las Caderas 3.55
8. En La Playa 3.54
9. Lentes De Dol (Alex González) 3.23
10. Queremos Paz 3.10

Durata: 35.54

## Formazione
- Fernando Fher Olvera (voce, chitarra acustica, armonica, cori)
- Alex González (batteria e percussioni)
- Juan Diego Calleros (basso)
- Ulises Calleros (chitarra elettrica)